# Mamajuana
 (mai 2015).
Si vous disposez d'ouvrages ou d'articles de référence ou si vous connaissez des sites web de qualité traitant du thème abordé ici, merci de compléter l'article en donnant les références utiles à sa vérifiabilité et en les liant à la section « Notes et références ».

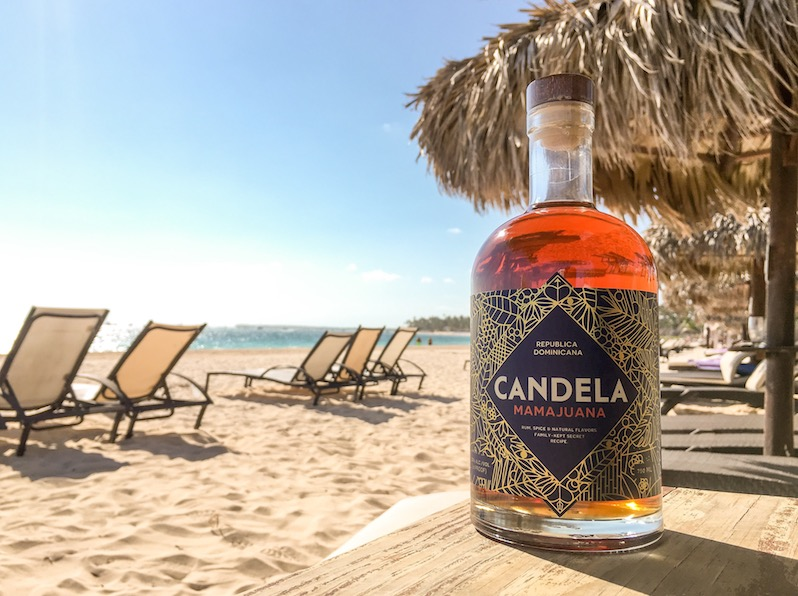
Bouteille de Candela Mamajuana à Punta Cana, République dominicaine

Le mamajuana est une boisson originaire de République dominicaine. Sa recette est similaire à celle du rhum arrangé.

## Préparation
Elle est conçue à base de rhum et de morceaux de bois de Gaïac, d’écorces et d'herbes[évasif].
Elle est typiquement obtenue avec 1/4 de miel, 1/4 de vin rouge et 1/2 de rhum introduit dans une bouteille contenant le mélange d'écorces et d'herbes.
La particularité de ces morceaux est qu'ils sont réutilisables pendant plusieurs années en réintroduisant les ingrédients types[Quoi ?].